# Colonel-major
Colonel major ou général 1 étoile est dans certaines armées un grade militaire d'officier supérieur généraux situé entre celui de colonel et celui de général de brigade(2 étoiles).

## Par pays

Patte d'épaule de colonel-major (coronel mayor) de l'armée de terre argentine. En Argentine, le grade de colonel-major est un grade donné aux colonels occupant la position d'un général de brigade mais n'ont pas l'ancienneté suffisante pour être promu à ce grade[2].
Au Bénin, le grade de colonel-major a été créé en juin 2020[3].
Patte d'épaule de colonel-major de l'armée de terre du Burkina Faso. Au Burkina Faso, le colonel-major est un officier supérieur, qui ne peut pas atteindre ce grade sans avoir été au moins 7 ans colonel[4].
En Chine, le grade de Da Xio (en) (大校) désigne le grade entre colonel et général.
Dans l'armée de terre, la Gendarmerie nationale et l'armée de l'air de Côte d'Ivoire, les colonels-majors sont appelés (Mon) colonel[5].
Patte d'épaule de colonel-major de l'armée de l'air du Mali. Dans les forces armées maliennes, les colonels-majors peuvent être nommés généraux en deuxième section au moment de leur départ de l'armée[6].
Patte d'épaule de colonel-major des Forces armées royales marocaines. Le grade de colonel-major est un grade d'officier général créé en 1972[réf. nécessaire].
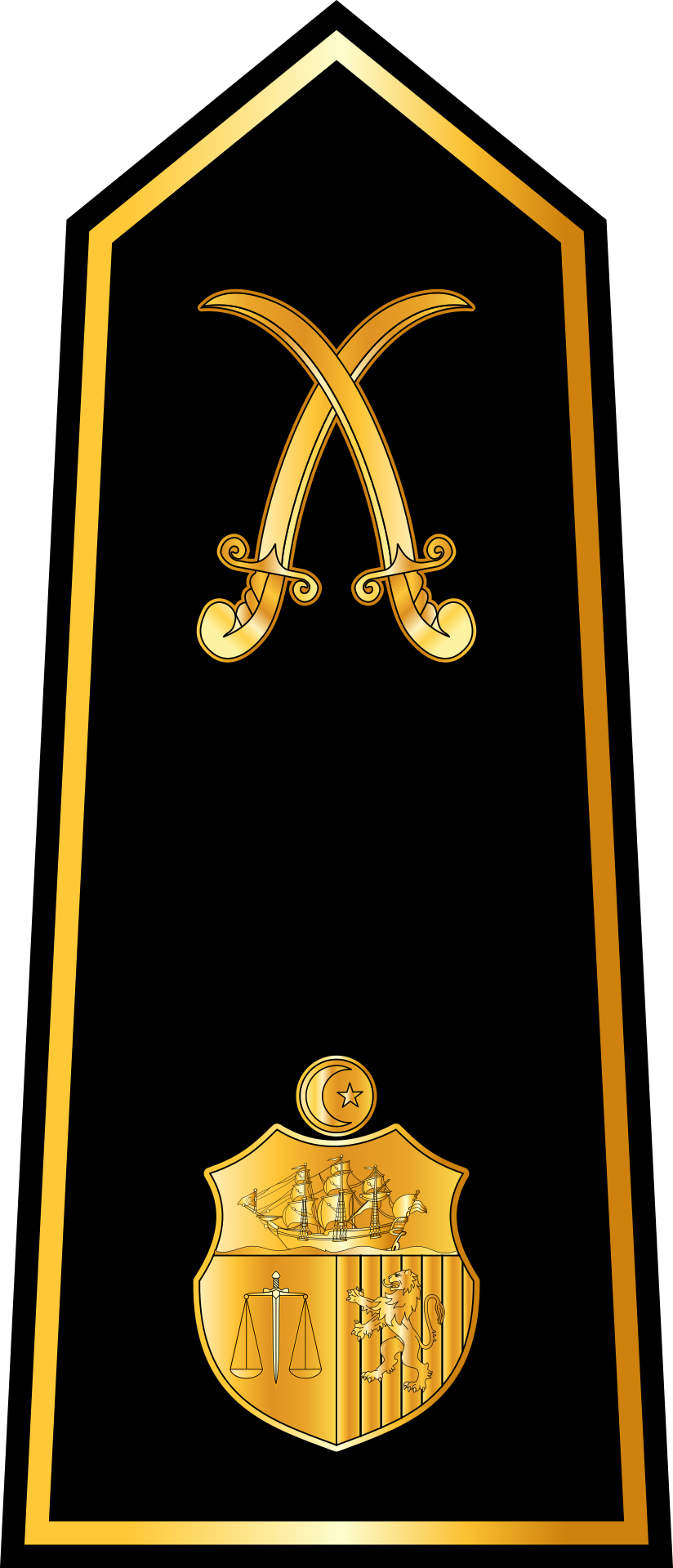
Patte d'épaule de colonel-major (amid) des forces armées tunisiennes.